# أوميد أبتاهي
أوميد أبتاهي (بالإنجليزية: Omid Abtahi)‏ مواليد 12 يوليو 1979 في طهران، إيران، هو ممثل أمريكي.

## الأعمال
- القاضية إيمي
- 24
- سي اس آي:التحقيق في موقع الجريمة
- شبح هامس
- المبيد: سجلات سارا كونورز
- ايلي ستون
- بونز
- إن سي آي إس
- فلاش فورورد
- نيكيتا

## وصلات خارجية
- أوميد أبتاهي على موقع IMDb (الإنجليزية)
- أوميد أبتاهي على موقع روتن توميتوز (الإنجليزية)
- أوميد أبتاهي على موقع ألو سيني (الفرنسية)
- أوميد أبتاهي على موقع أول موفي (الإنجليزية)
- أوميد أبتاهي على موقع قاعدة بيانات الأفلام السويدية (السويدية)
- أوميد أبتاهي على موقع قاعدة بيانات الفيلم (الإنجليزية)
- أوميد أبتاهي على موقع كينوبويسك (الروسية)